# Tarek Cheurfaoui
Tarek Cheurfaoui (sinh ngày 28 tháng 6 năm 1986) là một cầu thủ bóng đá người Algérie thi đấu cho CR Belouizdad ở vị trí hậu vệ.